# (1001) Gaussia
(1001) Gaussia es un asteroide perteneciente al cinturón exterior de asteroides descubierto el 8 de agosto de 1923 por Serguéi Ivánovich Beliavski desde el observatorio de Simeiz en Crimea.
Está nombrado en honor de Carl Friedrich Gauss (1777-1855), matemático, astrónomo y físico alemán de los siglos XVIII y XIX.